# 김성근 (축구인)
김성근(1977년 6월 20일 ~ )은 대한민국의 전 축구 선수로서 포지션은 수비수였다. 현 강원 FC의 스카우트이다.

## 개요
서울특별시 출생으로 숭신초등학교, 대신고등학교, 연세대학교를 졸업하였다.

## 축구인 생활

### 선수
2000년 대전 시티즌에 입단하였고, 2004년 포항 스틸러스로 이적하였다. 2008년 전북 현대 모터스로 옮겼지만, 그 해 손승준과의 맞트레이드로 수원 삼성 블루윙즈로 다시 이적하였다. 하지만, 2009년 별다른 활약을 보이지 못했던 김성근은 수원에서 방출되었다.

### 국가대표
대한민국 U-20 대표팀으로 1996년 청소년 대표팀, 대한민국 U-23 대표팀으로 1998년 아시안 게임, 1999년 올림픽 대표팀에 참가하여, 각급 청소년 대표팀에서 뛰었다.

## 경력

### 선수 경력
- 2000년 ~ 2003년  대전 시티즌
- 2004년 ~ 2007년  포항 스틸러스
- 2008년  전북 현대 모터스
- 2008년  수원 삼성 블루윙즈

## 수상

### 클럽

#### 대전 시티즌
- FA컵 우승 1회 (2001년)
- 대한민국 슈퍼컵 준우승 1회 (2002년)

#### 포항 스틸러스
- K-리그 우승 1회 (2007년)
- K-리그 준우승 1회 (2004년)
- FA컵 준우승 1회 (2007년)
- A3 챔피언스컵 준우승 1회 (2005년)

#### 수원 삼성 블루윙즈
- K-리그 우승 1회 (2008년)